# Chapelle Saint-Louis de Saintes
Pour les articles homonymes, voir Église Saint-Louis.
La chapelle Saint-Louis est une ancienne église catholique de la ville de Saintes, dans le département de la Charente-Maritime. Construite dans la seconde moitié du XIXe siècle, elle servit longtemps de chapelle au centre-hospitalier de la ville.

## Historique
La chapelle se dresse sur un piton rocheux baptisé « Capitole » du nom d'une forteresse médiévale aujourd'hui disparue. Tombée en désuétude à l'issue des guerres de religion, cette dernière est remplacée par une citadelle plus moderne en 1609 à l'initiative du gouverneur de la ville, Louis de Pernes. Cette place-forte ne le demeure pas longtemps : quelques années plus tard, le cardinal de Richelieu ordonne le démantèlement de ses fortifications afin d'éviter qu'elle ne soit utilisée à mauvais escient par les protestants révoltés.
Unique témoignage de l'ancienne citadelle, le logis du gouverneur est un corps de bâtiment longitudinal coiffé d'une toiture en ardoise. Ce dernier est converti en hôpital dans la seconde moitié du XVIIe siècle.
En 1876, la direction de l'hôpital Saint-Louis confie à l'architecte Eustase Rullier la réalisation d'une chapelle. Celui-ci conçoit un édifice néo-gothique dont la particularité est qu'il s'inscrit dans le prolongement de l'ancien logis du gouverneur. De l'extérieur, seul un portail encadré de pilastres et une baie en plein cintre permettent de distinguer le sanctuaire du corps de bâtiment initial, tandis qu'un clocher octogonal en pierre de taille est accolé à la nef.
À l'intérieur, la chapelle se compose d'une nef simple de trois travées couvertes de croisées d'ogives s'inspirant de l'architecture rayonnante, tandis que dans le chœur, les baies sont ornées de vitraux créés par le maître-verrier bordelais Dagrand.